# Kevin Carlos
Kevin Carlos Omoruyi Benjamín (Ceuta, 10 de abril de 2001) es un futbolista español que juega como delantero en el O. G. C. Niza de la Ligue 1.

## Trayectoria
Nacido en Ceuta de padre nigeriano y madre española, Kevin Carlos se formó en la cantera de la S. D. Huesca. Debutó con el club afiliado al Huesca, la A. D. Almudévar, el 2 de septiembre de 2018 empezando como titular y anotando un gol en un empate por 2-2 frente al Atlético Monzón. En 2019 regresó a la S. D. Huesca para jugar con el Juvenil "A". Para la temporada 2020-21 fue ascendido al filial y renovó su contrato hasta 2023 el 28 de julio de 2020.
Debutó con el primer equipo el siguiente 15 de diciembre entrando como sustituto de Rafa Mir en una victoria por 3-2 frente al C. D. Marchamalo en Copa del Rey. Anotó su primer gol con el Huesca el 30 de noviembre de 2021 en una victoria por 2-0 frente al C. D. Cayón, también en Copa del Rey. Debutó profesionalmente el 14 de diciembre de 2021 empezando como titular en una derrota por 0-1 frente al Girona F. C. en Copa del Rey.
En enero de 2023 se marchó cedido con opción de compra al Real Betis para jugar en el Betis Deportivo. Esta no se hizo efectiva y el 15 de julio se anunció su cesión al Yverdon-Sport F. C. Este lo adquirió en propiedad a inicios de 2024 y, tras marcar catorce tantos en su primera campaña en Suiza, en agosto fue traspasado al F. C. Basilea.
El 18 de agosto de 2025 fue fichado por el O. G. C. Niza.

## Clubes
| Club                              | País    | Año           |
| --------------------------------- | ------- | ------------- |
| A. D. Almudévar (cedido)          | España  | 2018-2019     |
| S. D. Huesca "B"                  | España  | 2020-2022     |
| S. D. Huesca                      | España  | 2020-2024     |
| Betis Deportivo Balompié (cedido) | España  | 2023          |
| Yverdon-Sport F. C. (cedido)      | Suiza   | 2023-2024     |
| Yverdon-Sport F. C.               | Suiza   | 2024          |
| F. C. Basilea                     | Suiza   | 2024-2025     |
| O. G. C. Niza                     | Francia | 2025-presente |

## Palmarés

### Títulos nacionales
| Título             | Club          | País  | Año  |
| ------------------ | ------------- | ----- | ---- |
| Superliga de Suiza | F. C. Basilea | Suiza | 2025 |
| Copa de Suiza      | F. C. Basilea | Suiza | 2025 |